# Motor de parell

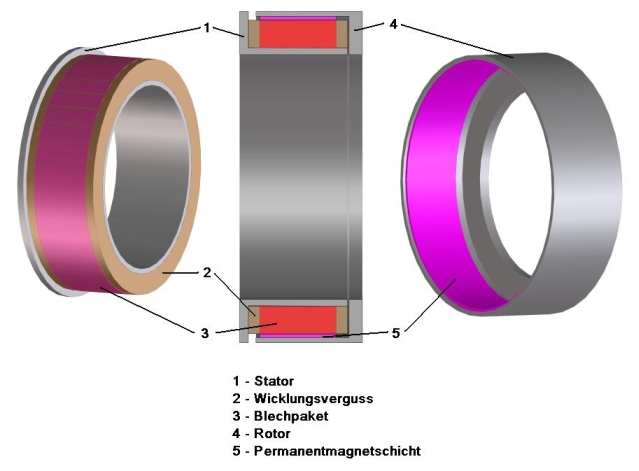
Esquema d’un motor de parell.

Una part de la bibliografia tècnica i comercial dona la definició següent: un motor de parell és un motor elèctric que proporciona un parell elevat a velocitats baixes. En general, els motors de parell són motors de corrent continu amb imants permanents sense escombretes i amb un gran nombre de pols. La disposició física adopta la forma d’anell, amb un diàmetre relativament gran respecte de l’alçada. El seu muntatge és directe, sense elements de transmissió.
Altres documents donen una definició més general i fan l'expressió motor de parell equivalent a motor d’aplicació directa (“direct drive motor” en anglès). La literatura sobre electrovàlvules fa referència a un concepte completament diferent. En aquest darrer cas, un “motor de parell” presenta unes solucions constructives molt diferents de les definicions anteriors.

## Electrovàlvules

Esquema d’una servovàlvula seccionada. Es representa un motor de parell a la part superior.

Un motor de parell estàtic és una variant de motor de corrent continu que pot funcionar indefinidament sota tensió a velocitat zero sense rebre danys per sobre-escalfament. Els motors estàtics no proporcionen potència a velocitat zero. Si són rotatius o de rotació limitada, exerceixen un parell motor (“torque motors” en anglès). Quan són lineals exerceixen una força (“force motors” en anglès).
Malgrat la seva absència en els diccionaris i obres especialitzades, les expressions “motor de parell” i “motor de força” poden ser usades en el context adequat sense provocar confusions.